# Java-Altwelt-Fruchtfledermaus

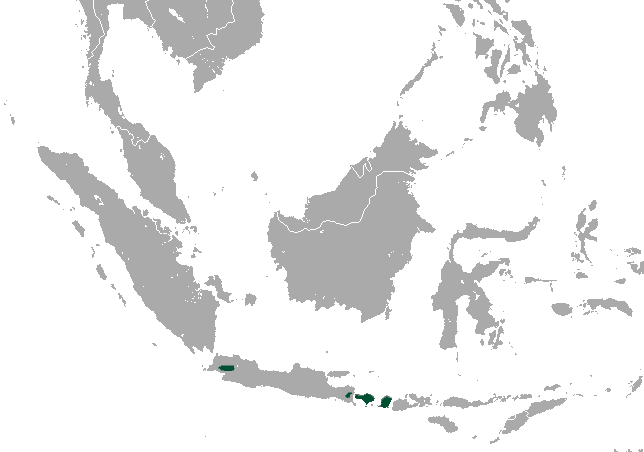
Verbreitungsgebiet der Java-Altwelt-Fruchtfledermaus

Die Java-Altwelt-Fruchtfledermaus (Megaerops kusnotoi) ist ein in Südostasien verbreitetes Fledertier in der Gattungsgruppe der Kurznasenflughunde.

## Merkmale
Erwachsene Exemplare erreichen eine Kopf-Rumpf-Länge von 58 bis 76 mm, eine Unterarmlänge von 49 bis 54 mm und ein Gewicht von durchschnittlich 20 g. Ein Schwanz fehlt und die Ohren sind 11 bis 15 mm lang. Der Kopf ist durch eine breite nackte Schnauze, recht große Augen mit brauner Iris und ovale hellbraune Ohren gekennzeichnet. Die Haare der Oberseite sind kurz und grau an den Wurzeln sowie braun im weiteren Verlauf, was ein graubraunes Aussehen erzeugt. Die Unterseite ist von grauem kurzem Fell bedeckt. Die Java-Altwelt-Fruchtfledermaus hat an den Schenkeln eine breite Schwanzflughaut, die in der Mitte schmal wird. Es sind ein kleiner Fersensporn (Calcar) und lange Daumen vorhanden. Die Flughäute sind grau mit wolligen Haaren auf dem Unterarm. Merkmale des Gebisses sind ein kleiner oberer Eckzahn, ein unscheinbarerer erster oberer Prämolar und molare Zähne die nach hinten kleiner werden. Im Unterkiefer fehlt der erste Schneidezahn. Der Gaumen besitzt mehrere Querwülste.

## Verbreitung
Dieser Flughund hat mehrere verstreute Populationen auf den Inseln Java, Bali und Lombok in Indonesien. Bisherige Funde reichen bis eine Höhe von 700 Metern, doch es wird eine Verbreitung in höheren Lagen vermutet. Die Exemplare leben in tropischen immergrünen Wäldern.

## Lebensweise
Kleinere Gruppen oder einzelne Individuen ruhen im dichten Blattwerk. Die Java-Altwelt-Fruchtfledermaus entspricht vermutlich in ihrem Verhalten anderen Gattungsvertretern.

## Gefährdung
Waldrodungen und Bergbau bedrohen den Bestand der Art. Die IUCN schätzt, das die Gesamtpopulation in den 15 Jahren vor 2021 mit etwas mehr als 30 Prozent abnahm und listet diesen Flughund als gefährdet (vulnerable).